# 第54回アカデミー賞
第54回アカデミー賞（だい54かいアカデミーしょう）は1982年3月29日に発表・授賞式が行われた。司会はジョニー・カーソン。

## 式典
1981年度のアカデミー賞では、イギリス映画『炎のランナー』が作品賞を受賞したが、俳優部門では前年に名誉賞を受賞していたヘンリー・フォンダが『黄昏』で初めて主演男優賞を受賞した。フォンダは当時76歳で、体調不良により授賞式には出席出来ず、『黄昏』で共演した娘のジェーンがオスカーを受け取り、彼自身は受賞の5カ月後に死去した。共演のキャサリン・ヘプバーンは4度目の主演女優賞受賞となり、俳優としては最多受賞の記録となった。
また、外国語映画賞に小栗康平の『泥の河』が選出されたが、受賞はならなかった。

## 候補と受賞の一覧
太字は受賞である。
また、以下での人名表記は
1. 作品の日本語公式情報およびAMPAS公式サイトの日本版とWOWOWによる授賞式放送での表記に準ずる。
2. 見当たらない場合はデータベースサイトなどを参考。
3. それでもない場合は英語表記のままとする。

| 作品賞 | 監督賞 |
| --- | --- |
| - 『炎のランナー』 - 『アトランティック・シティ』 - 『黄昏』 - 『レイダース/失われたアーク《聖櫃》』 - 『レッズ』 | - ウォーレン・ベイティ – 『レッズ』 - ルイ・マル – 『アトランティック・シティ』 - ヒュー・ハドソン – 『炎のランナー』 - マーク・ライデル – 『黄昏』 - スティーヴン・スピルバーグ – 『レイダース/失われたアーク《聖櫃》』 |
| 主演男優賞 | 主演女優賞 |
| - ヘンリー・フォンダ – 『黄昏』 - ウォーレン・ベイティ – 『レッズ』 - バート・ランカスター – 『アトランティック・シティ』 - ダドリー・ムーア – 『ミスター・アーサー』 - ポール・ニューマン – 『スクープ 悪意の不在』 | - キャサリン・ヘプバーン – 『黄昏』 - ダイアン・キートン – 『レッズ』 - マーシャ・メイソン – 『泣かないで』 - スーザン・サランドン – 『アトランティック・シティ』 - メリル・ストリープ – 『フランス軍中尉の女』 |
| 助演男優賞 | 助演女優賞 |
| - ジョン・ギールグッド – 『ミスター・アーサー』 - ジェームズ・ココ – 『泣かないで』 - イアン・ホルム – 『炎のランナー』 - ジャック・ニコルソン – 『レッズ』 - ハワード・E・ロリンズ・Jr – 『ラグタイム』 | - モーリン・ステイプルトン –『レッズ』 - メリンダ・ディロン – 『スクープ 悪意の不在』 - ジェーン・フォンダ – 『黄昏』 - ジョーン・ハケット – 『泣かないで』 - エリザベス・マクガヴァン – 『ラグタイム』 |
| 脚本賞 | 脚色賞 |
| - 『炎のランナー』 – コリン・ウェランド - 『スクープ 悪意の不在』 – カート・デュードック - 『ミスター・アーサー』 – スティーヴ・ゴードン - 『アトランティック・シティ』 – ジョン・グアーレ - 『レッズ』 – ウォーレン・ベイティ、トレヴァー・グリフィス | - 『黄昏』 – アーネスト・トンプソン - 『フランス軍中尉の女』 – ハロルド・ピンター - 『ペニーズ・フロム・ヘブン』 – デニス・ポッター - 『プリンス・オブ・シティ』 – シドニー・ルメット、ジェイ・プレッソン・アレン - 『ラグタイム』 – マイケル・ウェラー |
| 外国語映画賞 | 録音賞 |
| - 『メフィスト』 – (ハンガリー) - 『Das Boot ist voll』 – (スイス) - 『鉄の男』 – (ポーランド) - 『泥の河』 – (日本) - 『Tre fratelli』 – (イタリア) | - 『レイダース/失われたアーク《聖櫃》』 – ビル・ヴァーニー、スティーヴ・マスロウ、グレッグ・ランダカー、ロイ・チャーマン - 『黄昏』 – リチャード・ポートマン、デヴィッド・ロニー - 『アウトランド』 – ジョン・K・ウィルキンソン、ロバート・W・グラスJr、ロバート・サーンウェル、ロビン・グレゴリー - 『ペニーズ・フロム・ヘブン』 – Michael J. Kohut、ジェイ・M・ハーディング、リチャード・タイラー、アル・オーヴァートン - 『レッズ』 – Dick Vorisek、Tom Fleischman、サイモン・ケイ                                                                |
| 長編ドキュメンタリー映画賞 | 短編ドキュメンタリー映画賞 |
| - 『ジェノサイド ナチスの虐殺 ホロコーストの真実』 – アーノルド・シュワルツマン、Marvin Hier - 『Against Wind and Tide: A Cuban Odyssey』 – Susanne Bauman 、Paul Neshamkin、Jim Burroughs - 『Brooklyn Bridge』 – ケン・バーンズ - 『Eight Minutes to Midnight: A Portrait of Dr. Helen Caldicott』 – メアリー・ベンジャミン 、スザンネ・シンプソン、ボイド・エスタス - 『El Salvador: Another Vietnam』 – グレン・シルバー 、テテ・ヴァスコンセス | - 『Close Harmony』 – ナイジェル・ノーブ - 『Americas in Transition』 – オビー・ベンズ - 『Journey for Survival』 – ディック・ヤング - 『See What I Say』 – リンダ・ロジャー＝アンバリー 、パム・ルブラン、フレデイ・スティーヴンス - 『Urge to Build』 – Roland Hallé、ジョン・フーヴァー |
| 短編実写映画賞 | 短編アニメ映画賞 |
| - Violet – ポール・ケンプ、シェリー・レヴィンソン - Couples and Robberts – Christine Oestreicher - First Winter – John N. Smith | - クラック! – フレデリック・バック - The Creation – ウィル・ヴィントン - The Tender Tale of Cinderella Penguin – ジャネット・パールマン |
| 作曲賞 | 歌曲賞 |
| - 『炎のランナー』 – ヴァンゲリス - 『黄昏』 – デイヴ・グルーシン - 『ドラゴンスレイヤー』 – アレックス・ノース - 『ラグタイム』 – ランディ・ニューマン - 『レイダース/失われたアーク《聖櫃》』 – ジョン・ウィリアムズ | - 「Best That You Can Do」 （『ミスター・アーサー』） – バート・バカラック、キャロル・ベイヤー・セイガー、クリストファー・クロス、ピーター・アレン（作詞・作曲） - "Endless Love" （『エンドレス・ラブ』） – ライオネル・リッチー（作詞・作曲） - "The First Time It Happens" （『マペットの大冒険/宝石泥棒をつかまえろ!』） – ジョー・ラポーゾ（作詞・作曲） - "For Your Eyes Only" （『007 ユア・アイズ・オンリー』） – ビル・コンティ（作曲）、ミック・ニーソン（作詞） - "One More Hour" （『ラグタイム』） – ランディ・ニューマン（作詞・作曲） |
| 美術賞 | 撮影賞 |
| - 『レイダース/失われたアーク《聖櫃》』 – ノーマン・レイノルズ（美術）、レスリー・ディリー（美術）、マイケル・フォード（装置） - 『フランス軍中尉の女』 – アシュトン・ゴートン（美術）、アン・モロ（装置） - 『天国の門』 – タンビ・ラーセン（美術）、ジム・バーキー（装置） - 『ラグタイム』 – ジョン・グレイスマーク（美術）、 パトリシア・フォン・ブランデンスタイン（美術）、アンソニー・リーディング（美術）、George de Titta, Sr.（装置）、 George de Titta, Jr.（装置）、 ピーター・ヒューイット（装置） - 『レッズ』 – リチャード・シルバート（美術）、Michael Seirton（装置） | - 『レッズ』 – ヴィットリオ・ストラーロ - エクスカリバー – アレックス・トムソン - 『黄昏』 – ビリー・ウィリアムズ - 『ラグタイム』 – ミロスラフ・オンドリチェク - 『レイダース/失われたアーク《聖櫃》』 – ダグラス・スローカム |
| メイクアップ賞 | 衣裳デザイン賞 |
| - 『狼男アメリカン』 – リック・ベイカー - 『ハートビープス/恋するロボットたち』 – スタン・ウィンストン | - 『炎のランナー』 – ミレーナ・カノネロ - 『フランス軍中尉の女』 – トム・ランド - 『ラグタイム』 – アンナ・ヒル・ジョンストン - 『レッズ』 – シャーリー・ラッセル - 『ペニーズ・フロム・ヘブン』 – ボブ・マッキー |
| 編集賞 | 視覚効果賞 |
| - 『レイダース/失われたアーク《聖櫃》』 – マイケル・カーン - 『炎のランナー』 – テリー・ローリングス - 『フランス軍中尉の女』 – ジョン・ブルーム - 『黄昏』 – ロバート・L・ロルフ - 『レッズ』 – デデ・アレン、クレイグ・マッケイ | - 『レイダース/失われたアーク《聖櫃》』 – リチャード・エドランド、キット・ウェスト、ブルース・ニコルソン、ジョー・ジョンストン - 『ドラゴンスレイヤー』 – デニス・ミューレン、フィル・ティペット、 ケン・ラルストン、ブライアン・ジョンソン |

### アカデミー名誉賞
- バーバラ・スタンウィック

### ジーン・ハーショルト友愛賞
- ダニー・ケイ

### アービング・G・タルバーグ賞
- アルバート・R・ブロッコリ

### ゴードン・E・ソーヤー賞
- ジョセフ・ウォーカー

### アカデミー特別業績賞
- ベン・バート、Richard L. Anderson

### プレゼンター
| プレゼンター               | 賞                                |
| -------------------------- | --------------------------------- |
| ティモシー・ハットン       | 助演女優賞                        |
| カレン・アレン             | 美術賞                            |
| ハワード・ローリンズ       | 美術賞                            |
| キム・ハンター             | メイクアップ賞                    |
| ヴィンセント・プライス     | メイクアップ賞                    |
| ロジャー・ムーア           | アーヴィング・タールバーグ記念賞  |
| ウィリアム・ハート         | 作曲賞                            |
| キャスリーン・ターナー     | 作曲賞                            |
| モーガン・フェアチャイルド | 衣裳デザイン賞                    |
| ロバート・ヘイズ           | 衣裳デザイン賞                    |
| ダン・エイクロイド         | 視覚効果賞                        |
| リチャード・ベンジャミン   | ドキュメンタリー映画賞            |
| ポーラ・プレンティス       | ドキュメンタリー映画賞            |
| ポール・ウィリアムズ       | 短編映画賞                        |
| デブラ・ウィンガー         | 短編映画賞                        |
| チェビー・チェイス         | 撮影賞                            |
| レイチェル・ワード         | 撮影賞                            |
| ジョン・トラボルタ         | 名誉賞 (バーバラ・スタンウィック) |
| クリストファー・アトキンズ | 録音賞                            |
| クリスティ・マクニコル     | 録音賞                            |
| オルネラ・ムーティ         | 外国語映画賞                      |
| ジャック・ヴァレンテ       | 外国語映画賞                      |
| ウルスラ・アンドレス       | 編集賞                            |
| ハリー・ハムリン           | 編集賞                            |
| ベット・ミドラー           | 歌曲賞                            |
| グレゴリー・ペック         | ジーン・ハーショルト友愛賞        |
| キャロル・バーネット       | 助演男優賞                        |
| ジョエル・グレイ           | 助演男優賞                        |
| ジャック・レモン           | 監督賞                            |
| ウォルター・マッソー       | 監督賞                            |
| ジャージ・コジンスキー     | 脚本賞・脚色賞                    |
| シシー・スペイセク         | 主演男優賞                        |
| ジョン・ヴォイト           | 主演女優賞                        |
| ロレッタ・ヤング           | 作品賞                            |